# WAVES

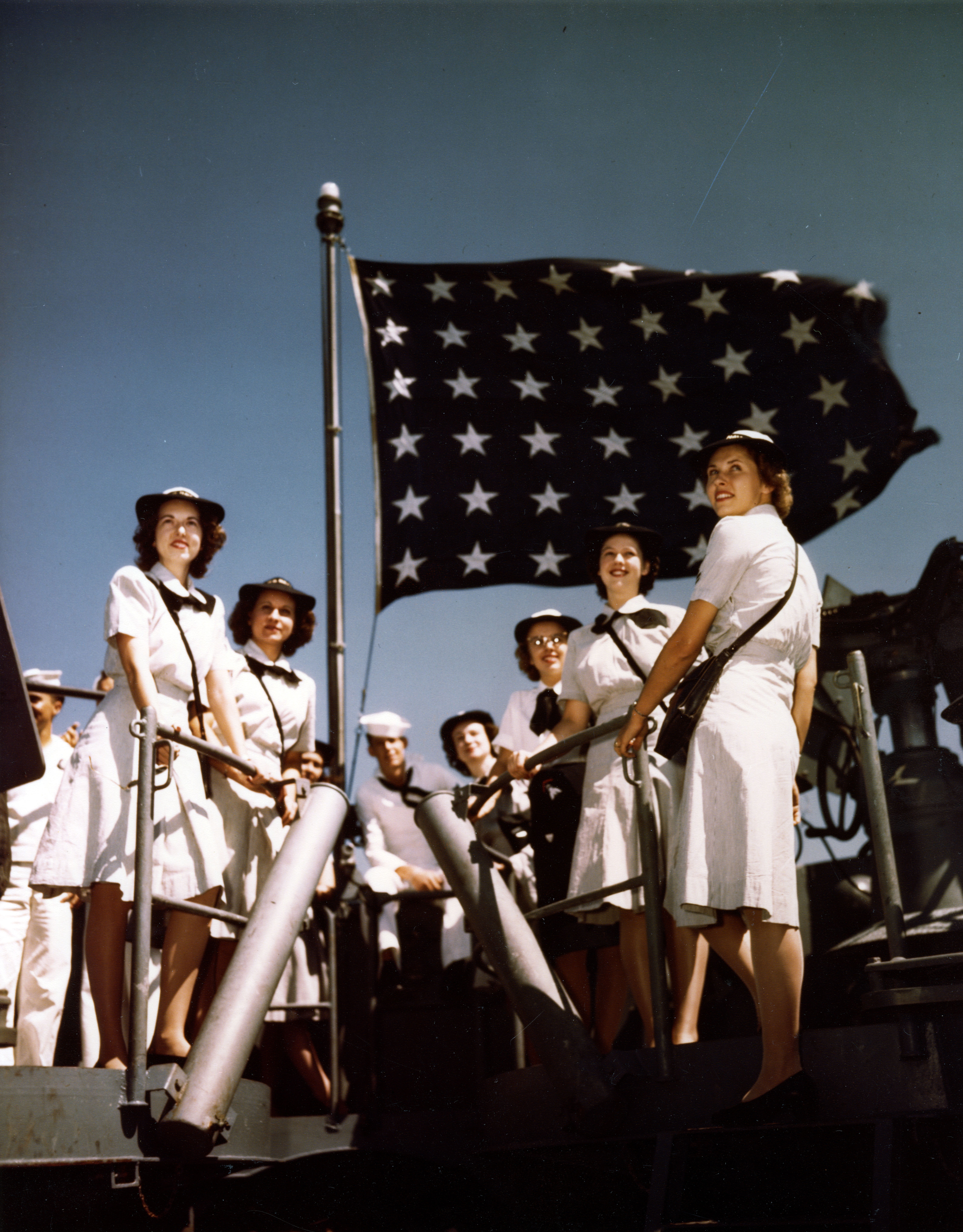
Membros do WAVES visitam
o USS Missouri (BB-63) em 1944.

O Women Accepted for Volunteer Emergency Service (WAVES), foi o braço feminino da Reserva Naval dos Estados Unidos durante a Segunda Guerra Mundial. Foi estabelecido em 21 de julho de 1942 pelo Congresso dos EUA e sancionado pelo presidente Franklin D. Roosevelt em 30 de julho. Isso autorizou a Marinha dos EUA a aceitar mulheres na Reserva Naval como oficiais comissionados e em nível "alistado", com vigência para a duração da guerra mais seis meses. O objetivo da lei era liberar oficiais e homens para o serviço marítimo e substituí-los por mulheres nos estabelecimentos em terra. Mildred H. McAfee, de licença como presidente do Wellesley College, tornou-se a primeira diretora do WAVES. Ela foi comissionada como tenente-comandante em 3 de agosto de 1942, e mais tarde promovida a comandante e depois a capitã.[carece de fontes?]

## Visão geral
A noção de mulheres servindo na Marinha não foi amplamente apoiada no Congresso ou pela Marinha, embora alguns dos legisladores e marinheiros apoiassem a necessidade de mulheres uniformizadas durante a Segunda Guerra Mundial. A Lei Pública 689, que permite às mulheres servir na Marinha, deve-se em grande parte aos esforços do Conselho Consultivo das Mulheres da Marinha, Margaret Chung, e Eleanor Roosevelt, a primeira-dama dos Estados Unidos.
Para serem elegíveis para a "officer candidate school", as mulheres deveriam ter entre 20 e 49 anos e possuir um diploma universitário ou ter dois anos de faculdade e dois anos de experiência profissional ou empresarial equivalente. Os voluntários de nível alistado deveriam ter entre 20 e 35 anos e possuir diploma de ensino médio ou de administração, ou experiência equivalente. Os WAVES eram principalmente brancos, mas 72 mulheres afro-americanas acabaram servindo. O treinamento da Marinha da maioria dos candidatos a oficiais da WAVE ocorria no Smith College durante três meses, em Northampton, Massachusetts. O treinamento especializado para oficiais foi conduzido em vários campi universitários e instalações navais. A maioria dos membros alistados recebeu treinamento de recrutamento no Hunter College, no Bronx, na cidade de Nova Iorque. Após o treinamento de recrutamento, algumas mulheres participaram de cursos de treinamento especializado em campi universitários e em instalações navais.[carece de fontes?]
O WAVES atendeu em 900 estações nos Estados Unidos incluindo o Alasca. O território do Havaí era a única estação no exterior para a qual sua equipe era designada. Muitas policiais entraram em campos anteriormente ocupados por homens, como medicina e engenharia. Mulheres alistadas serviam em empregos de escriturário a montadores de pára-quedas. Muitas mulheres experimentaram hostilidade no local de trabalho por parte de seus colegas homens. A falta de políticas claras da Marinha, desde o início, foi a fonte de muitas das dificuldades. O pico de força do WAVES foi de 86.291 membros, e o recrutamento foi suspenso em 1945. Após a desmobilização das oficial e membros alistados, o secretário da Marinha James Forrestal, os almirantes Ernest King e Chester Nimitz elogiaram o WAVES por suas contribuições ao esforço de guerra.[carece de fontes?]